# Savoy Hotel

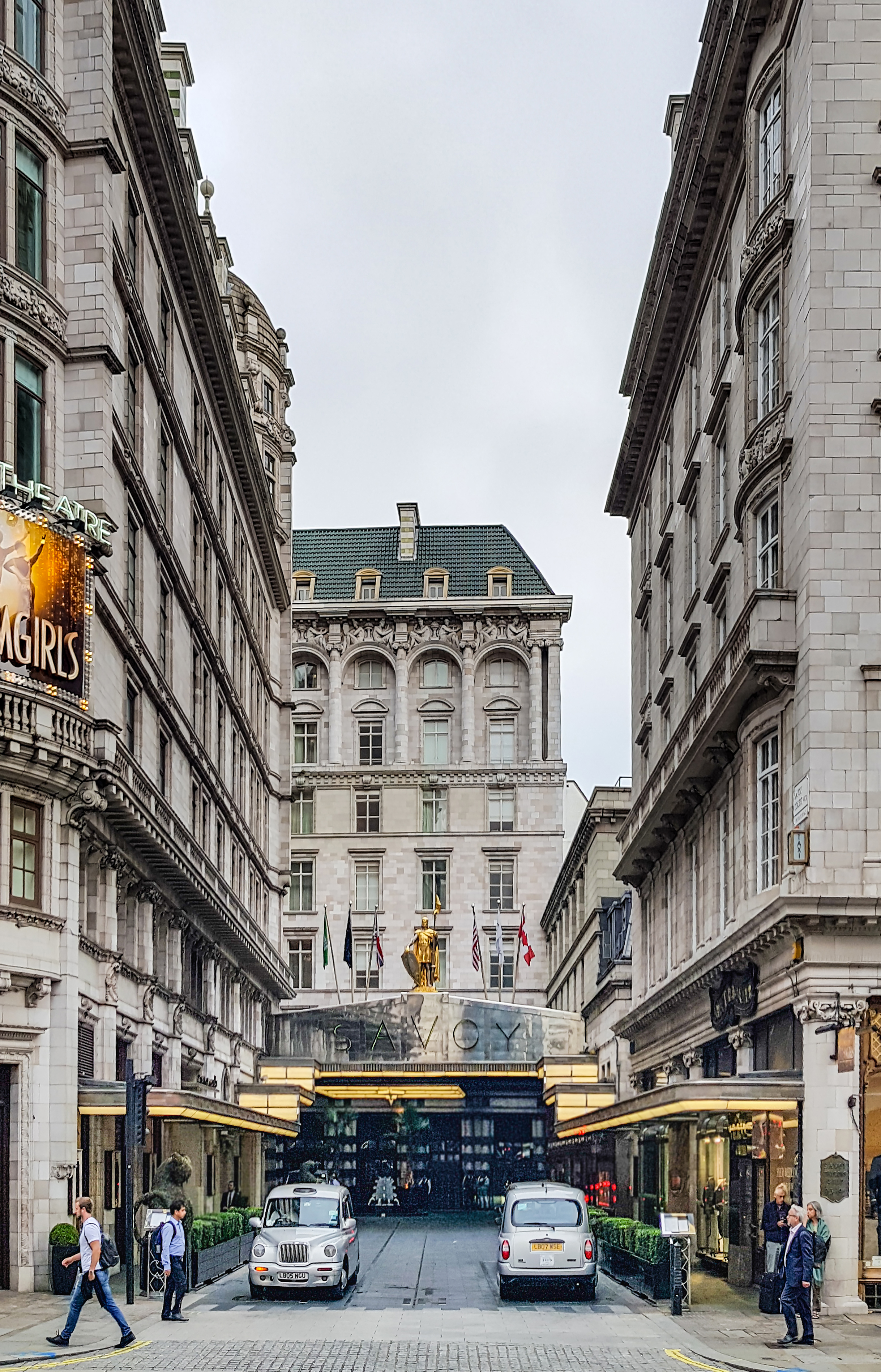
Außenansicht des Hotels

Das Savoy Hotel ist ein Luxushotel in London im Vereinigten Königreich. Es steht an der Themse, in der Straße Savoy Court, einer Nebenstraße zu The Strand, in der City of Westminster.

## Geschichte
Das Savoy Hotel wurde durch Richard D’Oyly Carte, den Besitzer des nebenan gelegenen Savoy Theatres, erbaut und am 6. August 1889 eröffnet. Mit 263 Zimmern ist es eines der prestigereichsten und opulentesten Hotels Londons. Außerdem hat es sieben Restaurants. Der Name des Hotels stammt vom Savoy Palace, der einst an dieser Stelle gestanden hat. Der erste Manager war César Ritz, der spätere Gründer des Ritz Hotels. Das Hotel wurde von Thomas Edward Collcutt entworfen. 
In der Küche des Savoy Hotels wurde der Pfirsich Melba erfunden, der nach der bekannten Opernsängerin Nellie Melba benannt wurde. Der Schöpfer dieser Speise war der französische Koch Auguste Escoffier. Der Toast Melba soll ebenfalls in der Küche des Savoy kreiert worden sein.
Das Hotel wurde im Januar 2005 von dem arabischen Investor Prinz al-Walid ibn Talal erworben und wird seitdem von der Hotelgruppe Fairmont Hotels and Resorts betrieben. Nach dreijährigen Renovierungsarbeiten wurde das Hotel am 10. Oktober 2010 wiedereröffnet.

## Restaurants und Bars

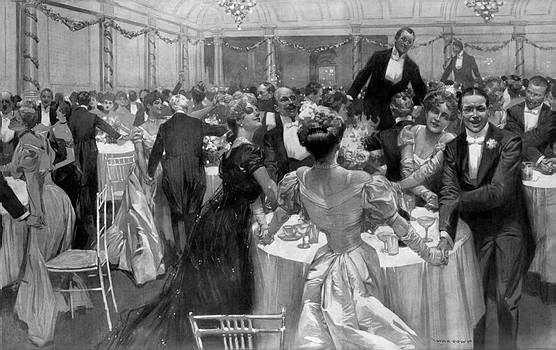
Silvester im Hotel (zirka 1910)

Das Hotel verfügt über zwei bekannte Restaurants: den Grill Raum (bekannt als Savoy Grill by Gordon Ramsay) an der Nordseite des Gebäudes. Das Savoy Restaurant Kaspar's (früher als River Restaurant bekannt) liegt auf der Südseite mit Blick auf die Themse.
Die American Bar im Savoy Hotel war eine der ersten Einrichtungen, die Cocktails im amerikanischen Stil in Europa eingeführt hat. Der Begriff American Bar wurde in London für den Verkauf amerikanischer Cocktails aus dem späten 19. Jahrhundert verwendet. 2018 hat 'The American Bar' den Title 'The World’s Best Bar' gewonnen. Die Beaufort Bar ist eine neue Art-déco-Bar, die 2010 renoviert wurde.

## Berühmte Gäste
Im Savoy Hotel übernachteten folgende berühmte Gäste: Edward VII., Charlie Chaplin, Marilyn Monroe, Louis Armstrong, Frank Sinatra, John Wayne, Elizabeth Taylor, Richard Burton, Maria Callas, Coco Chanel, Christian Dior, Sophia Loren, Julie Andrews, Lena Horne, Marlon Brando, Jane Fonda, Barbra Streisand, Jimi Hendrix, The Beatles, Elton John, U2, Led Zeppelin, The Who, George Clooney, Whoopi Goldberg, Stephen Fry und Harry Truman
Claude Monet und James Whistler haben im Savoy Hotel gewohnt und von ihrem Hotelzimmern die Sicht auf die Themse gemalt. Bob Dylan wohnte im Jahre 1965 im Savoy und filmte Subterranean Homesick Blues in einer benachbarten Gasse des Hotels.

## Trivia
Die Straße Savoy Court, welche zum Hotel führt, ist die einzige Londoner Straße, in der Rechtsverkehr herrscht.

## Filme
- Renovierung XXL: 5 Sterne eröffnen neu (Originaltitel: The Savoy 2), Dokumentation, n-tv, 50 min
- Menschen und Hotels – Savoy, London, von Rita Knobel-Ulrich, WDR 2002 (Memento vom 21. Dezember 2002 im Internet Archive)
- Eine schrecklich nette Familie – in einer der Folgen „Die Reise nach England“ nächtigt die Familie im „Savoy“. Gezeigt werden die Lobby und diverse Außenaufnahmen.
- Gambit – Der Masterplan  In diesem Film mit Alan Rickman, Colin Firth und Cameron Diaz, verbringen PJ Puznowski (Cameron Diaz) und Lionel Shabandar (Alan Rickman) eine Nacht zusammen. Man sieht das Hotel von außen, den Eingang, einen Flur und 3 Räume.